# Macrotrachela intermedia
Macrotrachela intermedia is een raderdiertjessoort uit de familie Philodinidae. De wetenschappelijke naam van deze soort is voor het eerst geldig gepubliceerd in 1954 door Schulte.